# Litteraturåret 1979

## Händelser
- September – 60 miljoner personer i USA beräknas vara språkligt handikappade. I nio av 11 delstater i södern slutar över hälften av eleverna skolan i förtid.[1]
- 10 september – Internationella bokmässan i Moskva avslutas.[1]
- okänt datum – Cambridge Poetry Festival genomförs för tredje gången.

## Priser och utmärkelser
- Nobelpriset – Odysseus Elytis, Grekland[2]
- ABF:s litteratur- & konststipendium – Ulla Ekh
- Aftonbladets litteraturpris – Niklas Rådström
- Aniarapriset – Lars Ardelius
- Astrid Lindgren-priset – Rose Lagercrantz
- Bellmanpriset – Göran Sonnevi
- BMF-plaketten – Mary Andersson för Sorgenfri
- Carl Emil Englund-priset – Karl Vennberg för Visa solen ditt ansikte
- Cervantespriset – Jorge Luis Borges
- Dan Andersson-priset – Anna Rydstedt
- De Nios Stora Pris – Hans O. Granlid, Tomas Tranströmer
- Doblougska priset – Maria Gripe, Sverige och Nils Johan Rud, Norge
- Eckersteinska litteraturpriset – Sune Örnberg
- Elsa Thulins översättarpris – Asta Wickman
- Franska akademiens Grand Prix de poésie – André Pieyre de Mandiargues
- Gun och Olof Engqvists stipendium – Stig Ahlgren
- Kellgrenpriset – Karl Vennberg
- Landsbygdens författarstipendium – Rolf Johansson och Bengt af Klintberg
- Letterstedtska priset för översättningar – Thomas Warburton för översättningen av William Faulkners En legend
- Litteraturfrämjandets stora pris – Sven Rosendahl[1]
- Litteraturfrämjandets stora romanpris – Lars Gustafsson[1]
- Nils Holgersson-plaketten – Bengt Martin
- Nordiska rådets litteraturpris – Ivar Lo-Johansson, Sverige för Pubertet[1]
- Petrarca-Preis – Zbigniew Herbert
- Schückska priset – Kurt Johannesson
- Signe Ekblad-Eldhs pris – Sun Axelsson
- Stig Carlson-priset – Jesper Svenbro
- Svenska Akademiens tolkningspris – Paul Austin Britten
- Svenska Akademiens översättarpris – Sonja Bergvall
- Svenska Dagbladets litteraturpris – Göran Sonnevi för Språk; Verktyg; Eld
- Sveriges Radios Lyrikpris – Lennart Sjögren
- Tidningen Vi:s litteraturpris – Eva Ström och Jan Fogelbäck
- Tollanderska priset – Anna Bondestam
- Östersunds-Postens litteraturpris – Kurt Salomonson
- Övralidspriset – Alf Henrikson

## Nya böcker

### A – G
- Asfalt av Ivar Lo-Johansson
- Autisterna av Stig Larsson[3]
- Bodde alltid i Maniototo av Janet Frame
- Brorsan hade en vevgrammofon av Elsie Johansson
- Brännvinsfursten av Torgny Lindgren

### H – N
- Jag ändrar ställning klockan tre av Ernst Brunner
- Kampuchea hösten 1979 av Jan Myrdal
- Kapitalister I. Monopol av C.-H. Hermansson
- Klipp i 70-talet av Lars Gyllensten
- Kvinnans kamp för politiska rättigheter av Aleksandra Kollontaj
- Kära farmor av Sven Delblanc
- Liftarens guide till galaxen av Douglas Adams
- Monstret i skåpet av Viveca Lärn[4].

### O – U
- om ni hör ett skott... av Kristina Lugn
- Pippi Långstrump har julgransplundring av Astrid Lindgren[5]
- Pojkjävlarna av Ulf Nilsson
- Profitörerna av Leif G.W. Persson
- På tjusarkungens tid av Martin Perne
- Q av Bosse Gustafson
- Rom, Blicke av Rolf Dieter Brinkmann
- Shikasta av Doris Lessing
- Snöljus av Lars Andersson[3]
- Sophies val av William Styron
- Språk; Verktyg; Eld av Göran Sonnevi
- Stormhatten: Tre Strindbergsstudier av Sven Delblanc
- Svenssons av Per Anders Fogelström
- s/y Glädjen av Inger Alfvén[3]
- Tryggare kan ingen vara av Agneta Klingspor
- Träkusten av Lars Molin
- Uppbrott från jorden av George Johansson

### V – Ö
- Vinprovarna av Jan Mårtenson
- Vissa sidor och ovissa av Werner Aspenström
- Vredens barn av Sara Lidman
- Vänerskepparen som blev storredare av Martin Perne
- Änglahuset av Kerstin Ekman
- Över palissaden av Torbjörn Säfve

## Födda
- 10 februari – Johan Harstad, norsk författare.
- 16 februari – Sara Hallström, svensk författare.
- 14 april
  - Elise Ingvarsson, svensk författare.
  - Linda Leopold, svensk författare och chefredaktör.
- 18 juni – Martin Tistedt, svensk författare.
- 16 december – Jonas Brun, svensk författare.

## Avlidna
- 28 januari – Alf Ahlberg, 86, svensk författare och filosof.[1]
- 26 februari – Sten Hagliden, 73, svensk författare och journalist.
- 29 april – Ella Hillbäck, 64, svensk författare och litteraturkritiker.
- 13 juni – Anatolij Kuznetsov, 49, rysk/sovjetisk författare.[1]
- 6 augusti – Åke Bonnier, 93, svensk bokförläggare.[1]
- 26 augusti – Mika Waltari, 70, finländsk författare.
- 16 oktober – Johan Borgen, 77, norsk författare.[1]
- 7 december – Nicolas Born, 41, västtysk författare.

### Fotnoter
1. 1 2 3 4 5 6 7 8 9   Horisont 1979. Bertmarks
2. ↑  ”Nobelpriset i litteratur”. https://www.nobelprize.org/prizes/lists/all-nobel-prizes-in-literature/. Läst 20 mars 2011.
3. 1 2 3  Gradvall, Nordström, Nordström, Rabe, Jan, Björn, Ulf, Anina. Tusen svenska klassiker. Norstedts Förlagsgrup. Läst 12
4. ↑  ”Viveca Lärn”. Arkiverad från originalet den 26 september 2011. https://web.archive.org/web/20110926012117/http://www.vivecalarn.com/litteraturlista.htm. Läst 21 mars 2011.
5. ↑  ”Astrid Lindgren”. http://www.astridlindgren.se/verken/bocker/bilderbocker. Läst 21 mars 2011.